# 赛布错
赛布错（藏語：སེར་སྦུག་མཚོ，威利转写：ser sbug mtsho，THL：Serbuk Tso）位于中国西藏自治区那曲市尼玛县境内，地处尼玛县东部，恰规错北部。湖面海拔4516米，面积62.7平方公里。湖滨地势开阔，多沼泽和盐碱地。湖区年均气温-2～0℃，年均降水量200～300毫米。集水区内多泉眼，湖水主要靠泉水补给。省道301经过湖西岸。